# IAR 14
IAR 14 là một loại máy bay tiêm kích/huấn luyện của România, được thiết kế chế tạo trước Chiến tranh thế giới II.

## Quốc gia sử dụng
România
- Không quân Hoàng gia Romania

## Tính năng kỹ chiến thuật (IAR 14)
Dữ liệu lấy từ 
Đặc điểm tổng quát
- Kíp lái: 1
- Chiều dài: 7.37 m (24 ft 2 in)
- Sải cánh: 11.70 m (38 ft 4 in)
- Chiều cao: 2.6 m (8 ft 6 in)
- Trọng lượng rỗng: 1.255 kg (2.761 lb)
- Trọng lượng có tải: 1.552 kg (3.414 lb)
- Powerplant: 1 × IAR LD 450, 340 kW (450 hp)

Hiệu suất bay
- Vận tốc cực đại: trên mực nước biển 294 km/h (183 mph)
- Thời gian bay: 2 giờ  10 phút
- Trần bay: 7.900 m (25.915 ft)

Vũ khí trang bị
- 2 x súng máy Vickers 7,7 mm